# وی نو سورلو
شهر وی نو سورلو (به فرانسوی: Villeneuve-sur-Lot) در شهرستان لوئه گرون در ناحیه ناحیه آکیتن با جمعیت ۲۳٬۴۶۶ نفر در کشور فرانسه واقع شده‌است.